# Gustave De Vylder
Gustave De Vylder (Gent, 23 april 1824 - aldaar, 15 november 1895) was een Belgisch pionier in de fotografie.

## Levensloop
De Vylder studeerde aan het Gentse atheneum en de École du Génie civil, waar hij in 1847 een ingenieursdiploma behaalde. Hij werd docent, onder meer aan het atheneum en de nijverheidsschool in Gent, waar hij in 1887 ook directeur werd.
In 1862 introduceerde hij het vak fotografie in de Gentse nijverheidsschool: een Europese primeur. Hij organiseerde decennialang tal van internationale fototentoonstellingen en -wedstrijden en werd in 1874 de eerste voorzitter van de Association Belge de Photographie. 